# 辛耕别墅
25°50′07″N 116°21′28″E / 25.83528°N 116.35778°E
辛耕别墅位于中国福建省龙岩市长汀县汀州镇汀江巷11号，原系民国时期长汀商会会长卢泽林的别墅，坐西朝东，砖木结构，由门楼、空坪、前后厅两边厢房组成，占地523平方米。1929年3月中国工农红军第四军进入长汀后，将司令部和政治部设于此宅，毛泽东和朱德在这里住宿、办公，并在此主持召开红四军前敌委员会扩大会议。1988年作为长汀革命旧址之一被列为第三批全国重点文物保护单位。

## 图片
- 大门
- 前院
- 天井院
- 正厅
- 正厅回看天井院
- 后院
- 毛泽东办公室
- 毛泽东办公室
- 朱德办公室
- 朱德办公室